# Æthelbald (Mercia)

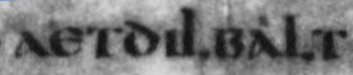
Unterschrift Æthelbalds

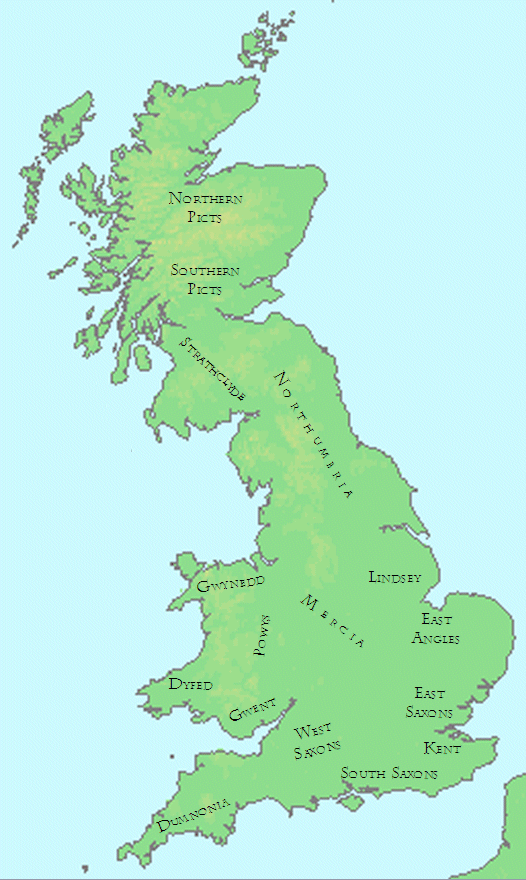
Britannien in der ersten Hälfte des 8. Jahrhunderts

Æthelbald († 757) war in den Jahren 716–757 König des angelsächsischen Reiches Mercia.

## Leben
Æthelbald war der Sohn des Alweo und Enkel des Eowa, eines Bruders von König Penda. Mit seinem Regierungsantritt endete die Herrschaft der direkten Nachkommen Pendas. Offenbar geriet Æthelbald nach dem Tod von König Cenred mit dessen Nachfolger Ceolred aneinander und musste vor diesem nach East Anglia fliehen.
Als Ceolred 716 starb, soll ein Ceolwald (oder Ceolwold) Ansprüche auf den Thron geltend gemacht haben. Alle Quellen datieren jedoch den Regierungsantritt Æthelbalds in das Jahr 716, so wie es ihm der heilige Guthlac in einer Vision vorhergesagt hatte.
Während seiner Herrschaft expandierte das Königreich schnell. Eine Anzahl kleinerer Königreiche, die bisher unabhängig oder wenigstens relativ autonom waren, wurden während Æthelbalds Regierung in das Königreich Mercia absorbiert und verschwanden als unabhängige politische Einheiten. Das sich in einer Randlage zu Mercia befindliche Königreich der Magonsaete wurde bis in die 740er Jahre durch eine eingeborene Dynastie regiert. Diese Dynastie verschwand zu jenem Zeitpunkt und die Regierung wurde einem Ealdorman Mercias übertragen.
Damals wurde auch das Gebiet der Mittelangeln vollständig durch Mercia übernommen. Wie dies genau geschah, ist schwierig zu beurteilen, da aus diesem Gebiet keine Chartas überliefert sind. London und Middlesex, das sich schon länger im Einflussgebiet Mercias befand, so wie Teile Hertfordshires wurden dem Königreich Essex abgenommen und Mercia einverleibt. Die ursprünglichen Siedlungsgebiete der Ostsachsen wurden jedoch nicht angetastet.
Das ehemalige Königreich Hwicce, welches schon unter Æthelbalds Vorgängern seine Unabhängigkeit weitgehend verloren hatte, wurde gegen Ende der Regierungszeit Æthelbalds vollständig Mercia einverleibt, nachdem es sich im Jahre 740 an der Seite und mit Unterstützung Cuthreds von Wessex' wieder seine Eigenständigkeit erkämpft hatte.
Nach dem Rücktritt des Königs Ine von Wessex (726) gab es für Æthelbald in England keinen ernstzunehmenden Gegner mehr, sodass es ihm nicht schwerfiel, bei einem Vorstoß nach Wessex im Jahre 733 Teile von Somerset zu erobern. Außerdem kämpfte Æthelbald immer wieder gegen walisische Verbände. Im Jahre 740 zog er gegen Northumbria, wo er die Stadt York niederbrannte. Später gelang es König Cuthred von Wessex, seine Macht im Süden zu festigen. Er zog im Jahre 752 gegen Mercia und schlug Æthelbald bei Beorhford. Dadurch gewann Wessex für einige Zeit die Unabhängigkeit von Mercia, doch scheint spätestens beim Tode Æthelbalds die Oberherrschaft Mercias über Wessex wiederhergestellt worden zu sein. Nach dem Tod Cuthreds kam es nämlich zu inneren Auseinandersetzungen in Wessex, wodurch es Æthelbald gelang, die Herrschaft über das Königreich Hwicce zurückzuerlangen und dessen eingeborenen Herrscher für immer aus der Regierung zu vertreiben. Es scheint außerdem, dass Æthelbald während der Zeit der inneren Unruhen in Wessex ein gewisses Maß an Autorität über Wessex ausüben konnte, da er zu diesem Zeitpunkt Land in Wiltshire an einen westsächsischen Abt vergeben konnte. Einer der Zeugen der Urkunde war König Cynewulf von Wessex, ein Zeichen dafür, dass sich Cynewulf in einem Abhängigkeitsverhältnis zu Æthelbald befunden haben muss. Wiltshire war ein Gebiet, um dessen Besitz Mercia und Wessex sich ständig stritten. Den größten Teil seiner Geschichte im angelsächsischen England gehörte es jedoch zu Wessex.

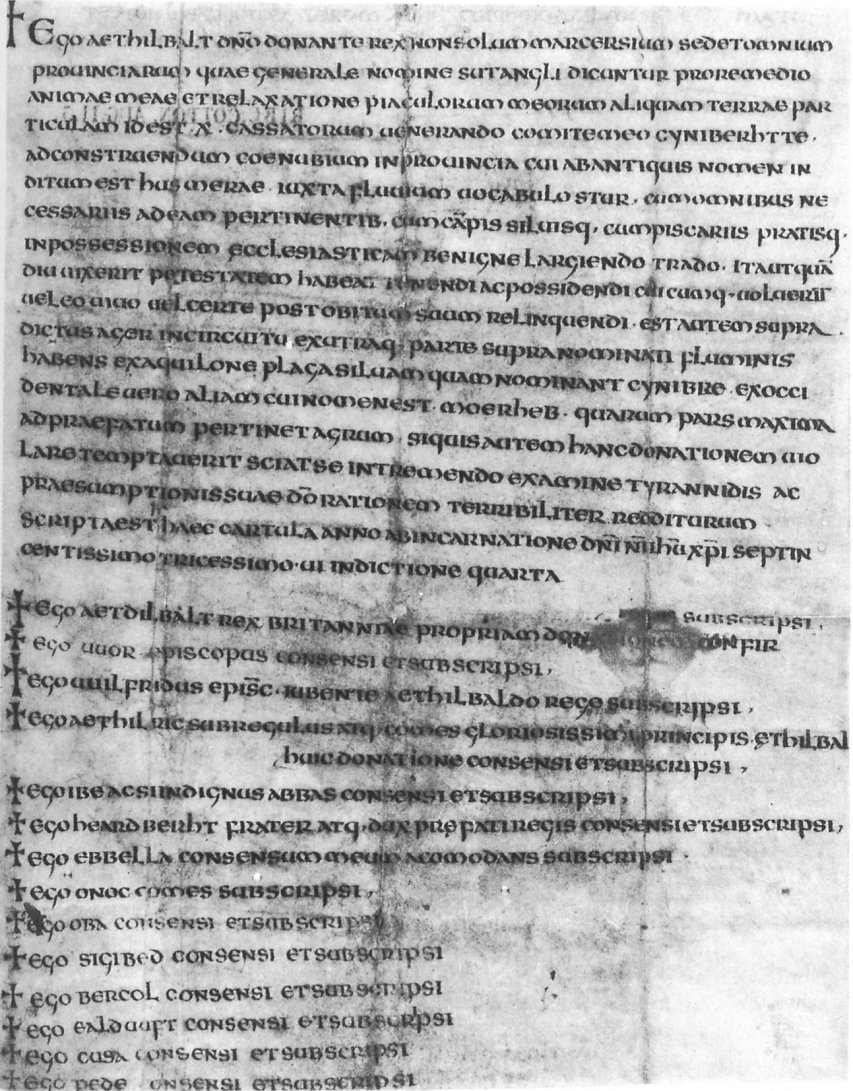
Charta König Æthelbalds aus dem Jahr 736.

Æthelbald war der erste mercische König, der urkundlich den Anspruch erhob, Herrscher nicht nur Mercias zu sein, sondern eines viel größeren Gebiets. In der Arenga einer Charta von 736 bezeichnete er sich als
rex non solum Marcersium sed et omnium provinciarum que generale nomine Sutangli dicuntur.
Außerdem zeichnete er in derselben Urkunde als rex Britanniae, ein Titel, den er im Schlussprotokoll wiederholte, womit er andeutete die Oberherrschaft nicht nur über die Königreiche südlich des Flusses Humber für sich in Anspruch zu nehmen, sondern auch über alle anderen, ob es sich nun um britische oder angelsächsische Königreiche handele. Die Wortwahl in dieser Urkunde deutet in der Tat darauf hin, dass Æthelbald zumindest die Oberherrschaft über die Königreiche im südlichen England ausübte. Dies wird auch bestätigt durch eine Mitteilung Bedas, die besagt, dass zum Zeitpunkt der Abfassung seiner Historia ecclesiastica gentis Anglorum alle Königreiche und Territorien südlich des Humber Æthelbald untertan gewesen wären.
Æthelbalds Verhältnis zur Kirche ist nicht eindeutig. Wie schon sein Vorgänger Ceolred wurde Æthelbald von kirchlicher Seite kritisiert. Obwohl er einerseits durch die Kirche ob seiner Großzügigkeit beim Almosengeben und der Aufrechterhaltung des inneren Friedens gelobt wurde, wurde er andererseits von Bonifatius und anderen angelsächsischen Bischöfen wegen Nichtbeachtung kirchlicher Privilegien und Fehlverhaltens gegenüber Nonnen hart kritisiert. Sein Verhalten sei ein schlechtes Vorbild und habe einen beklagenswerten Effekt auf andere Sünder. Æthelbald nahm sich die Mahnungen offenbar zu Herzen, jedenfalls befreite er 749 die Kirchengüter in seinem Land weitgehend von Abgaben. Schon zwei Jahre zuvor hatte er das Konzil von Clovesho geleitet, das zahlreiche Reformen durchsetzte.
Æthelbald wurde im Jahre 757 in Seckington (Warwickshire) in der Nähe von Tamworth von seiner eigenen Leibwache ermordet. Die Gründe für diese Tat sind unbekannt. Allerdings muss sich ein Mann, der als königlicher Tyrann bezeichnet worden war, im Laufe seines Lebens eine große Zahl an Feinden gemacht haben. Æthelbald war in viele Fehden verwickelt gewesen. Dies ist nicht untypisch für eine Gesellschaft in der die Fehde oft das einzige Regulativ ist, das eine Person kennt, um zu dem zu gelangen, was er für sein Recht hält. Æthelbalds Nachfolger wurde Beornrad. Dessen Herrschaft war allerdings nur von kurzer Dauer. Noch im selben Jahr wurde er von Offa vertrieben.